# Коленкина, Мария Александровна
Мария Александровна Коленкина (в замужестве — Богородская; 12(24) декабря 1850, Лебедянь, ныне Липецкая область, — 31 октября 1926, Иркутск) — русская революционерка (народница, народоволка).

## Биография
Родилась в семье мещан. Училась на акушерских курсах в Киеве. Привлекалась к «процессу 193-х», но не была разыскана. Вместе со своей подругой В. И. Засулич приехала из Киева в Петербург, где готовилась совершить покушение на прокурора В. А. Желеховского — обвинителя на «процессе 193-х». Покушение планировалось совершить на квартире прокурора, но совершить его не удалось, так как дверь открыла жена Желеховского, а сам Желеховский её не принял. В это же время Засулич готовилась застрелить градоначальника Санкт-Петербурга Ф. Ф. Трепова.
В 1873 году была членом «Киевской коммуны».
В 1874 году ходила «в народ».
В 1875 году в Киеве участвовала в кружке «Южные бунтари».
В дальнейшем вступила в организацию «Земля и Воля». Арестована в Петербурге 12 октября 1878 г. вместе с А. Н. Малиновской по делу организации «Земля и Воля». При аресте оказала вооруженное сопротивление. Судилась 24 мая 1880 г. по процессу доктора О. Э. Веймара, В. Ф. Трощанского и др. (Процесс одиннадцати). Военно-окружной суд в мае 1880 г, приговорил её к 10 годам каторги, которую отбывала на Карийской каторге. На поселение вышла в 1886 г. в с. Тунку, Иркутской губернии. В ссылке вышла замуж за ссыльного Н. Н. Богородского (1853—?). В 1897 году переехала в Иркутск, где занималась педагогической деятельностью. Вместе с мужем работала в музее Восточно-Сибирского отдела Географического общества.
Умерла 31 октября 1926 г. в Иркутске.